# Източен Пало Алто
Източен Пало Алто (на английски: East Palo Alto) е град в окръг Сан Матео, района на залива на Сан Франциско, щата Калифорния, САЩ. Източен Пало Алто има репутация на един от най-престъпните градове в Района на Залива. Интересно е да се отбележи, че се намира до един от най-престижните и богати градове в района, съименика му Пало Алто. По истинска история развила се в Източен Пало Алто е направен филма „Опасен ум“ с Мишел Пфайфър. Самият филм е заснет в град Бърлингейм.

## Население
Източен Пало Алто е с население от 29 769 души (по приблизителна оценка от 2017 г.).

## География
Общата площ на Източен Пало Алто е 6,70 км2 (2,60 мили2).